# Karl Ludwig von Ficquelmont
Karl Ludwig Gabriel Bonaventura Graf von Ficquelmont (ur. 23 marca 1777 w zamku Dieuze k. Nancy, zm. 7 kwietnia 1857 w Wenecji) – polityk, dyplomata i wojskowy, premier Cesarstwa Austriackiego od 4 kwietnia do 4 maja 1848.

## Życiorys
Pochodził z Lotaryngii. Karierę robił w armii austriackiej, w której dosłużył się stopnia Obersta w 1809. Potem został szefem sztabu. W latach 1811-1812 dowodził trzema pułkami kawalerii w Hiszpanii przeciw Francuzom. 27 lutego 1814 został mianowany na stopień generała majora. W 1815 przyjął kapitulację Lyonu. W 1829 został austriackim ambasadorem w Rosji. 18 stycznia 1830 został mianowany na stopień marszałka polnego porucznika, a 3 marca 1843 na stopień generała kawalerii. Od 1831 do śmierci był szefem Regimentu Dragonów Nr 6.
Dnia 20 marca 1848 został ministrem spraw zagranicznych Cesarstwa Austriackiego, a 4 kwietnia – również premierem. Jednakże jako stronnik Metternicha i przyjaciel Rosji został zdymisjonowany z obu stanowisk 4 maja 1848 (Wiosna Ludów). Od tej pory – aż do śmierci w 1857 – mieszkał w Wenecji.

## Wybrane dzieła
- Aufklärungen über die Zeit vom 20. März bis zum 4. Mai 1848, Leipzig, 2. A., 1850
- Deutschland, Österreich und Preußen, Wien 1851
- Lord Palmerston, England und der Kontinent, 2 Bde. Wien 1852
- Russlands Politik und die Donaufürstentümer, Wien 1854
- Zum künftigen frieden, Wien 1856